# Cameca

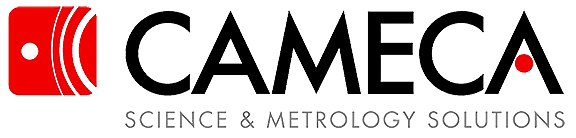

Cameca ist ein französischer Hersteller von Messgeräten, insbesondere von Sekundärionen-Massenspektrometern und Mikrosonden.

## Geschichte
Das Unternehmen wurde 1929 als Abteilung der Compagnie générale de la télégraphie sans fil (CSF) zur Herstellung von Filmprojektoren gegründet. Nach dem Zweiten Weltkrieg begann die Cameca unter Führung von Maurice Ponte mit der Produktion von wissenschaftlichen Messgeräten französischer Universitäten. Von 1958 an wurden Mikrosonden hergestellt, seit 1968 auch Sekundärionen-Massenspektrometern. Von den frühen 1950er-Jahren an wurde in Courbevoie produziert.
Den Namen Compagnie des Applications Mécaniques et Electroniques au Cinéma et à l'Atomistique (Cameca) führte das Unternehmen von 1954 an. Das Geschäft mit Filmprojektoren endete, mit kurzer Unterbrechung durch den Scopitone, in den 1960ern. Ab 1977, mit der Entwicklung des IMS3F, war die Cameca bei den Sekundärionen-Massenspektrometern (SIMS) praktisch Monopolist. Das Geschäft mit den Mikrosonden musste sie sich jedoch mit japanischen Konkurrenten (JEOL) teilen. Gegen Ende der 1990er gewann die Cameca mit tomografischen Atomsonden ein drittes Standbein.
1987 verließ Cameca die Thomson-CSF-Gruppe durch einen Management-Buy-out. 2001 wurde das Unternehmen an einen Finanzinvestor verkauft und landete später bei der Carlyle Group, welche das Unternehmen dann 2010 an die Ametek verkaufte.

## Anwendungsbereiche
Besonders in der Geochemie sind Geräte von Cameca verbreitet, aber auch in anderen Forschungsbereichen. Aufgrund ihrer zentralen Bedeutung sind die Geräte von Cameca in der wissenschaftlichen Literatur stark präsent.